# Nikolay Mikhaylovich Rubtsov
Nicolai Mikhailovich Rubtsov (tiếng Nga: Николай Михайлович Рубцов, 3 tháng 1 năm 1936 – 19 tháng 1 năm 1971) – nhà thơ trữ tình Nga - Xô Viết.

## Tiểu sử
Nicolai Rubtsov sinh ở Emetsk, tỉnh Arkhangelsk. Năm 1940 cả gia đình chuyển về Vologda. Cậu bé Nicolai Rubtsov sớm mồ côi bố, Mikhail Rubtsov (1900 – 1962), theo như cách nghĩ của các con thì bố chết ở chiến trường năm 1941 (trên thực tế ông vẫn sống sau chiến tranh nhưng không liên hệ gì với các con mà sống riêng). Năm 1942 mẹ mất, cả Nicolai Rubtsov và em trai được gửi vào trại tế bần và được học hết lớp 7. Từ năm 1950 – 1952 nhà thơ tương lai học ở trường trung học lâm nghiệp. Hai năm sau đó làm thợ đốt lò trên tàu đánh cá ở Arkhangelsk và hai năm làm công nhân ở nhà máy quốc phòng Kirov, Leningrad. Các năm 1955 – 1959 phục vụ quân đội ở Hạm đội Biển bắc. Sau khi giải ngũ tiếp tục vào làm công nhân ở nhà máy Kirov.
Năm 1962 vào học trường viết văn Maxim Gorky, làm quen với nhiều nhà văn, nhà thơ nổi tiếng và in những tập thơ đầu tiên. Tốt nghiệp trường viết văn năm 1969 và được nhận căn hộ riêng. Rubtsov mất tại nhà riêng trong một lần say rượu, cãi nhau và gây lộn với vợ. Người này sau đó bị vào tù, sau khi ra tù đi đọc thơ của chồng và giải thích với công chúng về số phận run rủi đã đẩy đến cái chết của Nicolai Rubtsov.
Thơ trữ tình của Nicolai Rubtsov giản dị, mang hương đồng gió nội của những vùng quê Vologda. Trong thơ ông có một nỗi buồn vĩnh cửu về số phận của cuộc đời mình cũng như số phận của đất nước. Nicolai Rubtsov là một trong những nhà thơ trữ tình được yêu thích nhất ở Nga. Tượng đài của ông được đặt ở nhiều thành phố của Nga.

## Tác phẩm
- Лирика (Thơ trữ tình, 1965),
- Звезда полей (Ngôi sao đồng nội, 1967),
- Душа хранит (Tân hồn gìn giữ, 1969)
- Сосен шум (Tiếng động hàng thông, 1970),
- Стихотворения. 1953—1971(Thơ 1953 –1971, in năm 1977).
- Зелёные цветы (Những bông hoa màu xanh, 1971)
- Последний пароход (Con tàu cuối, 1973)
- Избранная лирика (Thơ trữ tình chọn lọc, 1974)
- Подорожники (Những bụi mã đề, 1975)

## Một vài bài thơ
| Pаcплaта Я забыл, что такое любовь, И под лунным над городом светом Столько выпалил клятвенных слов, Что мрачнею, как вспомню об этом. И однажды, прижатый к стене Безобразьем, идущим по следу, Одиноко я вскрикну во сне И проснусь, и уйду, и уеду... Поздно ночью откроется дверь. Невеселая будет минута. У порога я встану, как зверь, Захотевший любви и уюта. Побледнеет и скажет: - Уйди! Наша дружба теперь позади! Ничего для тебя я не значу! Уходи! Не гляди, что я плачу!.. И опять по дороге лесной Там, где свадьбы, бывало, летели, Неприкаянный, мрачный, ночной, Я тревожно уйду по метели... Улетели листья Улетели листья с тополей - Повторилась в мире неизбежность... Не жалей ты листья, не жалей, А жалей любовь мою и нежность! Пусть деревья голые стоят, Не кляни ты шумные метели! Разве в этом кто-то виноват, Что с деревьев листья улетели? Слез не лей Есть пора — души моей отрада: Зыбко все, но зелено уже! Есть пора осеннего распада, Это тоже родственно душе. Грязь кругом, а тянет на болото, Дождь кругом, а тянет на реку,— И грустит избушка между лодок На своем ненастном берегу. Облетают листья, уплывают Мимо голых веток и оград… В эти дни дороже мне бывают И дела, и образы утрат. Слез не лей над кочкою болотной Оттого, что слишком я горяч, Вот умру — и стану я холодный, Вот тогда, любимая, поплачь! Берёзы Я люблю, когда шумят берёзы, когда листья падают с берёз. Слушаю, и набегают слезы на глаза, отвыкшие от слез… Всё очнётся в памяти невольно, отзовётся в сердце и крови. Станет как-то радостно и больно, будто кто-то шепчет о любви. Только чаще побеждает проза. Словно дунет ветром хмурых дней. Ведь шумит такая же берёза над могилой матери моей… На войне отца убила пуля. А у нас в деревне, у оград – с ветром и с дождём гудел, как улей, вот такой же поздний листопад… Русь моя, люблю твои берёзы: с ранних лет я с ними жил и рос! Потому и набегают слезы на глаза, отвыкшие от слез… Ветер всхлипывал, словно дитя Ветер всхлипывал, словно дитя, За углом потемневшего дома. На широком дворе, шелестя, По земле разлеталась солома... Мы с тобой не играли в любовь, Мы не знали такого искусства, Просто мы у поленницы дров Целовались от странного чувства. Разве можно расстаться шутя, Если так одиноко у дома, Где лишь плачущий ветер-дитя Да поленница дров и солома. Если так потемнели холмы, И скрипят, не смолкая, ворота, И дыхание близкой зимы Все слышней с ледяного болота... Пора любви среди полей Пора любви среди полей, Среди закатов тающих И на виду у журавлей, Над полем пролетающих. Теперь все это далеко. Но в грустном сердце жжение Пройдет ли просто и легко, Как головокружение? О том, как близким был тебе, И о закатах пламенных Ты с мужем помнишь ли теперь В тяжелых стенах каменных? Нет, не затмила ревность мир. Кипел, но вспомнил сразу я: Назвал чудовищем Шекспир Ее, зеленоглазую. И чтоб трагедией души Не стала драма юности, Я говорю себе: "Пиши О радости, о лунности..." И ты ходи почаще в луг К цветам, к закатам пламенным, Чтоб сердце пламенело вдруг, Не стало сердце каменным. Да не забудь в конце концов, Хоть и не ты, не ты моя: На свете есть матрос Рубцов, Он друг тебе, любимая. | Anh đã quên mất rằng yêu là gì Khi bước đi dưới trăng trên đường phố Đã thốt ra biết bao lời nguyền rủa Giờ nhớ về bỗng thấy tối tăm ghê. Có một lần anh áp mặt vào tường Theo dấu vết một hình thù quái gở Rồi một mình kêu lên trong giấc ngủ Khi thức giấc, anh cất bước lên đường. Cánh cửa mở ra trong đêm muộn màng Em không vui, gương mặt còn ngái ngủ Anh đứng bên bục cửa như con thú Khao khát vô cùng ấm áp tình thương. Anh đi đi! Em tái nhợt kêu lên Tình cảm chúng mình chỉ là quá khứ Giờ với anh, em không còn gì nữa Anh đi đi! Em khóc, chớ đứng nhìn… Và anh quay lại theo con đường rừng Trên con đường đã đi nhiều đám cưới Không tự chủ được mình, rất tăm tối Anh lo âu đi trong bão tuyết đêm… Những chiếc lá bay đi Từ hàng dương bay đi từng chiếc lá Điều hiển nhiên vẫn lặp lại trong đời Đừng thương tiếc lá làm chi, em ạ Mà hãy thương hiền dịu mối tình tôi! Em cứ để mặc hàng cây trần trụi Bão tuyết gào, em trách bão mà chi! Bởi ở đây không ai người có lỗi Khi lìa cành những chiếc lá bay đi. Đừng rơi lệ Có thời khắc – niềm vui của cõi lòng Dù không vững nhưng đầy một màu xanh Có thời khắc của mùa thu tàn lụi Nhưng lòng tôi vẫn cảm thấy thân thương. Rác bẩn khắp nơi, nhưng muốn ra đầm Mưa rơi khắp nơi, nhưng muốn ra sông Hôm xấu trời trên bờ ngôi nhà nhỏ Đang buồn rầu giữa những chiếc thuyền con. Bay tả tơi những chiếc lá úa vàng Qua bờ giậu, qua những nhánh trần truồng… Trong những ngày này lòng tôi quí nhất Công việc và cả mất mát đau thương. Đừng rơi lệ trên gò đất bên đầm Bởi vì tôi vốn nóng nảy quá chừng Khi tôi chết – tôi trở nên lạnh cóng Thì lúc này hãy khóc nhé, người thương! Bạch dương Ta yêu lắm, khi hàng dương xao động Khi lá bạch dương khô héo lìa cành Ta nghe thấy dòng nước mắt rơi xuống Từ đôi mắt với lệ đã từng quên. Và tất cả dội về trong ký ức Tất cả vang lên trong máu, trong tim Bỗng trở nên hân hoan mà đau xót Nghe như ai đang thủ thỉ với tình. Chỉ thường xuyên việc đời thường lấn át Tựa gió ngày u ám thổi ngang qua. Bởi hàng dương cũng mỗi ngày xào xạc Trên nấm mồ mẹ yêu dấu của ta. Đạn đã giết bố ta ngoài mặt trận Mà giờ đây bên bờ giậu trong làng Gió và mưa – giống như mùa lá rụng – Nghe rì rào như tiếng của bầy ong. Ta sinh ra, cùng bạch dương khôn lớn Ôi nước Nga, yêu lắm những hàng dương! Chính vì thế mà nước mắt rơi xuống Từ đôi mắt với lệ đã từng quên. Cơn gió khóc tựa hồ như đứa trẻ Trong góc khuất tăm tối của ngôi nhà. Trên sân rộng tiếng xạc xào khe khẽ Của những cọng rơm trên đất bay ra. Anh và em không chơi trò tình ái Ta đâu biết gì cái nghệ thuật kia Chỉ đơn giản hai đứa bên đống củi Hôn nhau vì cảm giác lạ lùng ghê. Chẳng lẽ chia tay có thể nói đùa Nếu ở nhà thì cô đơn như thế Nơi chỉ có gió khóc như đứa trẻ Chỉ có rơm và đống củi thôi mà. Nếu những ngọn đồi tối sậm thế kia Và tiếng kêu không ngừng sau cánh cổng Và hơi thở của mùa đông đang đến Nghe rõ ràng từ đầm nước đóng băng… Một thời yêu giữa đồng Nhớ một thời yêu giữa đồng Giữa ánh hoàng hôn đang lụi Yêu dưới tiếng kêu đàn sếu Khi chúng bay qua trên đồng. Tất cả giờ đã xa xăm Nhưng trong tim buồn rát bỏng Liệu có qua đi đơn giản Giống cơn đầu óc quay cuồng. Về chuyện đã từng rất thân Về những hoàng hôn rực lửa Em còn nhớ, giờ bên chồng Trong những bức tường bằng đá? Ghen tuông không che khuất được Anh bỗng nhớ ngay ra rằng: Shakespeare xưa đã từng Gọi nàng mắt xanh – quái vật. Và để cho tấn thảm kịch Không thành bi kịch của lòng Anh tự nhủ mình: “Hãy viết Về niềm hân hoan, về trăng…” Và em hãy thường xuyên hơn Ra với hoa cỏ, hoàng hôn Để cho con tim rực lửa Mà không hóa đá nghe em. Và cuối cùng, em đừng quên Dù em giờ chẳng của anh: Trên đời có chàng thủy thủ Rubtsov – là bạn của em. Bản dịch của Nguyễn Viết Thắng. |